# Mmm Mmm Mmm Mmm
"Mmm Mmm Mmm Mmm" é o quinto single da banda Crash Test Dummies, do segundo álbum de estúdio God Shuffled His Feet de 1993.
A canção é também trilha sonora do filme Débi & Lóide: Dois Idiotas em Apuros. E também fez parte da trilha sonora internacional da novela Pátria Minha da TV Globo.

## Letra
Cada estrofe descreve a isolação e o sofrimento de uma criança, sendo que duas delas sofrem de alguma anomalia física: o menino que ficou prematuramente grisalho depois de um acidente, e uma garota inteiramente coberta com marcas de nascimento. A terceira criança é um garoto cujos pais o levam para a igreja deles, onde eles costumam "chacoalhar e sacudir" pelo chão. A situação dele é descrita como pior ainda do que a das outras duas crianças.
Uma versão alternativa tocada ao vivo algumas vezes muda a terceira estrofe para a história de um garoto cuja mãe perdeu as amígdalas após uma tonsilectomia, impedindo que ele as levasse para mostrar em uma exposição.
Alguns grupos de discussão na Internet levantaram a hipótese de que o garoto do acidente na primeira estrofe teria sido, na verdade, vítima de abuso sexual dentro de um carro e que os cabelos brancos seriam uma analogia ao amadurecimento precoce em função da violência sofrida. Além disso, as marcas no corpo da garota da segunda estrofe seriam devido à violência doméstica, tendo sido vítima de espancamento pelos próprios pais. Em ambos os casos eles dariam as desculpas de acidente e marcas de nascença para esconder a verdadeira violência sofrida. Ambas as histórias se encaixariam na do garoto da terceira estrofe, que é mais explícita na denúncia. 
Caso esses versões sejam verdadeiras, a música deveria ser colocada em um posicionamento diferente do que teve à época, pois levantaria temas de muita importância e poderia estimular crianças na mesma situação a denunciar as violências sofridas.

## Clipe
O clipe associado transforma a letra da música em uma peça de teatro em três atos, cada um deles interpretado por crianças. Ao longo do vídeo, as cenas da peça são intercaladas com as cenas da banda Crash Test Dummies tocando a música no palco ao lado.
O primeiro ato mostra um cruzamento urbano, conta a história de um garoto envolvido num acidente de carro. Quando ele voltou de seu coma profundo , o seu cabelo mudou de preto para branco, devido ao tempo.
O segundo ato conta a  história de uma garota que nunca costumava "se trocar com as garotas no vestiário", até que o dia em que as outras garotas (caracterizadas na peça como três detetives) a forçam para que mude de roupa junto a elas, somente para descobrir que seu corpo é repleto de marcas de nascimento.
O ato final mostra um garoto que mostra sob a rígida disciplina de seus pais austeros e como a família frequenta a igreja, onde os frequentadores se chacoalham e balançam durante o culto. Durante a estrofe, o garoto em questão olha nervosamente para um casal na plateia, que parece desconfortável com o assunto, mostrando que os três são a família relatada na canção.
Ao final, a plateia aplaude a peça e as três crianças agradecem juntas. Entretanto, o casal continua não gostando do que vê e aplaude forçadamente. Todos vão embora e a banda continua tocando a música.

## Recepção
Apesar do enorme sucesso que obteve, a música foi incluída em diversas listas de piores canções. Foi colocada no nº 36 da lista do canal VH1 na 50 Most Awesomely Bad Songs Ever e nomeado pela revista Rolling Stone como a "15th Most Annoying Song" e ainda colocada no nº 31 da revista Blender na "50 Worst Songs Ever".

## Certificações
| País        | Certificação |
| ----------- | ------------ |
| Alemanha    | Ouro         |
| Noruega     | Platina      |
| Reino Unido | Prata        |
| EUA         | Ouro         |

## Paradas
| Parada (1994)              | Posição |
| -------------------------- | ------- |
| ARIA Charts                | 1       |
| Áustria                    | 3       |
| Holanda                    | 4       |
| França                     | 5       |
| Media Control Charts       | 1       |
| Irish Singles Chart        | 3       |
| RIANZ                      | 4       |
| Noruega                    | 1       |
| Suécia                     | 1       |
| Suíça                      | 7       |
| UK Singles Chart           | 2       |
| Billboard Hot 100          | 4       |
| Hot Mainstream Rock Tracks | 25      |
| Alternative Songs          | 1       |
| Top 40 Mainstream          | 6       |